# Leonard Rossiter
Leonard Rossiter (Wavertree, Liverpool, 21 d'octubre de 1926 – Londres, 5 d'octubre de 1984) va ser un actor anglès. Va fer una llarga carrera al teatre, però va assolir la seva fama més gran pels seus papers de comèdia televisiva, destacant sobretot Rupert Rigsby a la sèrie ITV Rising Damp de 1974 a 1978 i Reginald Perrin a The Fall and Rise de Reginald Perrin de la BBC de 1976 a 1979.

## Vida primerenca i treball escènic
Rossiter va néixer el 21 d'octubre de 1926 a Wavertree, Liverpool, el segon fill de John i Elizabeth (nascuda Howell) Rossiter. La família vivia a la barberia propietat del seu pare. Es va formar a la Liverpool Collegiate School (1939–46). La seva ambició era anar a la universitat per llegir idiomes moderns i convertir-se en professor. No obstant això, el seu pare, que va exercir d'ambulancista voluntari durant la segona guerra mundial, va morir en un atac aeri el 1941 i Rossiter va haver d'ajudar la seva mare. Per tant, no va poder ocupar el lloc que li havia ofert a la Universitat de Liverpool. En canvi, va fer el seu servei nacional com a sergent, inicialment al Cos d'Intel·ligència, després al Cos d'Educació de l'Exèrcit, passant gran part del temps a Alemanya escrivint cartes per altres soldats. Després de ser desmobilitzat, va treballar durant sis anys com a secretari als departaments de sinistres i accidents de la Companyia d'Assegurances Commercial Union.
Des de petit era un esportista aparentment poc adient, però de fet entusiasta i hàbil esportista en futbol, cricket, tennis i després en squash.
Rossiter va començar a actuar després que la seva xicota actriu el va reptar a provar-ho, després ell s'hagués burlat de les actuacions del grup d'aficionats on ella participava. Es va incorporar al grup de dramaturgia Wavertree Community Center i va fer la seva primera aparició amb els Adastra Players a l'obra Flare Path de Terence Rattigan. El crític local va dir que "va ser especialment destacat, la seva falta era la tendència a parlar massa ràpidament en una o dues ocasions". Va abandonar la seva feina d'assegurança per inscriure’s al teatre de repertori Preston i es va convertir en actor professional a l'edat relativament tardana dels 27 anys. Va fer el seu debut al escenari professional a The Gay Dog de Joseph Colton, a Preston, el 6 de setembre de 1954.
Posteriorment es va convertir en ajudant d'escena, i després va passar a les empreses de repertori de Wolverhampton i Salisbury. Durant els seus primers 19 mesos en el negoci, va fer uns 75 papers. Va dir més endavant: "No hi va haver temps per parlar dels punts d'interpretació més fins. Estudiaves la teva part, la feies i després estudiaves la següent. Vaig desenvolupar una terrorífica capacitat d'aprenentatge de línies. Les obres de teatre es convertien en hansaplast, que us acabàveu d'enganxar i després us les treieu. Era la preparació perfecta per assajar comèdies de situació a la televisió a raó d'un episodi a la setmana."
En 1957–58 va tocar en el musical Free as Air, i va fer gira a The Iceman Cometh d' Eugene O'Neill. Es va incorporar al Bristol Old Vic i hi va estar durant dos anys, des de 1959 fins a 1961, un temps que va descriure com "el fons de la seva carrera", seguit d'altres treballs escènics, a, entre altres obres teatrals, The Strange Case of Martin Richter, Disabled, The Heretic, The Caretaker i Semi-Detached (a Nova York). La seva actuació a l'estrena de la producció escènica de Michael Blakemore de la The Resistible Rise of Arturo Ui de Bertolt Brecht el 1969 va obtenir una gran aclamació.

## Carrera de cinema i televisió
Rossiter aviat es va establir com un actor de personatges respectat en pel·lícules i televisió, així com en escena. Va afirmar: "Crec que vaig intuir bastant d'hora que no estava construït físicament ni facialment de manera que pogués encaixar ni que fos de forma remota en papers heroics o en allò que s'anomenava parts juvenils." El seu primer paper cinematogràfic va ser a A Kind of Loving (1962). A Billy Liar (1963) va interpretar al cap de personatge del títol. El seu primer paper televisiu important va ser com a detectiu inspector Bamber a la sèrie de televisió policial de llarga durada Z-Cars. També va tenir papers de convidats en sèries tan diverses com Steptoe and Son ("The Lead Man Cometh", 1964; "The Desperate Hours", 1972) i The Avengers (" Dressed to Kill ", 1963). Entre els seus primers crèdits hi havia quatre pel·lícules dirigides per Bryan Forbes: King Rat (1965), The Wrong Box (1966), The Whisperers (1967) i Deadfall (1968).
El 1968 va interpretar Mr. Sowerberry en la versió cinematogràfica del musical Oliver! de Lionel Bart i va tenir un dels pocs papers de suport amb diàleg a 2001: una odissea de l'espai com el científic rus Smyslov. Va treballar de nou amb Stanley Kubrick a Barry Lyndon (1975), en què va aparèixer com a capità John Quin. El mateix any que 2001 va aparèixer a l'obra de televisió The Year of the Sex Olympics de Nigel Kneale, que forma part de Theatre 625 de BBC 2, una de les seves quatre aparicions a la sèrie.
A Rising Damp, a ITV, Rossiter va interpretar a Rigsby, el propietari d'una casa subdidida en habitacions per cada ocupant, representant el paper de l'exitosa versió escènica, The Banana Box. Mentre estava a Rising Damp, també va prendre el paper principal a The Fall and Rise of Reginald Perrin, adaptat per David Nobbs de les seves pròpies novel·les còmiques i emès a la BBC. Rossiter va rebre un homenatge sorpresa a This Is Your Life el 1975. Va aparèixer a I Tell You It's Burt Reynolds, un episodi de la sèrie de televisió de Yorkshire de 1977 The Galton & Simpson Playhouse, així com als curtmetratges The Waterloo Bridge Handicap (1978), i a Le Pétomane, amb guió de Galton i Simpson (1979). Després de la seva representació de Reginald Perrin, els papers no comèdics de Rossiter a la televisió van ser menys freqüents, tot i que hi va haver excepcions com a cobrador de deutes en el thriller de HTV Machinegunner (1976) i Frank Harris a Fearless Frank o Tit-bits from the Life of an Adventurer (1978), a Play of the Week a la BBC.
De 1978 a 1983, Rossiter va actuar en deu anuncis per a Cinzano. La icònica sèrie d'anuncis va ser creada pel director de cinema Alan Parker i, segons el suggeriment de Rossiter, va utilitzar una broma de sala de música antiga on aboca una copa sobre la seva dona (interpretada per Joan Collins). Al programa de Channel 4 The 100 Greatest TV Ads (2000), Terry Lovelock, el director de dos dels anuncis, va dir que Rossiter solia referir-se en broma a Collins com "The Prop" (el puntal).
Rossiter va reprendre el personatge de Rigsby per una versió cinematogràfica de Rising Damp el 1980, aconseguint així la distinció d'interpretar el mateix paper en escena, televisió i cinema. El seu últim paper televisiu va ser el d'encarregat de supermercat en una altra comèdia de situació d'ITV, Tripper's Day (1984). Va continuar fent aparicions a pel·lícules, inclòs un paper a Britannia Hospital de Lindsay Anderson (1982).
Rossiter també va interpretar el paper principal a la producció de BBC Television Shakespeare de The Life and Death of King John (1984). La seva última aparició al cinema va ser a Disbauxa tropical (1985).

## Treball de ràdio i veu
En l'adaptació animada de The Perishers (1979), Rossiter va proporcionar la veu de Boot the dog. Va narrar una versió breu del llibre Cançó de Nadal de Charles Dickens, que es va publicar en casset el 1979. Va aparèixer als programes BBC Radio 4, Desert Island Discs el 1980. El 1981, va narrar una sèrie de set parts d'episodis de cinc minuts, escrita per Barry Pilton per a la ràdio BBC 4, titulada In a Nutshell. Rossiter va narrar una sèrie de tres parts del conte infantil Arlequin i Columbine per a la revista Story Teller el 1984. Va donar veu al rei de cors en dos episodis de la versió d' Anglia Television d'Alícia en terra de meravelles, que es va emetre l'abril de 1985, sis mesos després de la mort de Rossiter.

## Escriptura
Rossiter va mostrar el seu humor àcid en dos llibres: The Devil's Bedside Book (1980), una col·lecció de definicions del diccionari cínic a l'estil de The Devil's Dictionary d'Ambrose Bierce i The Lowest Form of Wit (1981), una col·lecció de paraules mossegadores ben escollides, rèpliques afilades i insults dividits en sis seccions principals, il·lustrats amb caricatures d'Honeysett i que inclouen una guia definitiva i una història del sarcasme.

## Vida personal
El primer matrimoni de Rossiter va ser amb l'actriu Josephine Tewson, amb qui havia treballat moltes vegades en teatre de repertori als anys cinquanta. El matrimoni va acabar en divorci el 1961. La seva segona esposa va ser l'actriu Gillian Raine, amb qui va tenir una filla, Camilla, i amb qui encara estava casat en el moment de la seva mort. Rossiter va conèixer a Gillian Raine quan va interpretar el paper principal de Fred Midway a l'obra de David Turner Semi-Detached, en una producció dirigida per Tony Richardson. L'obra es va inaugurar el 8 de juny de 1962 al teatre Belgrad de Coventry i va durar una setmana. Durant la segona tirada de l'obra al Belgrad, el setembre del 1963, la parella es va enamorar i es van anar a viure junts, però no es van casar fins al 1972.
Rossiter era un fan de l'Everton F.C. També era un connaisseur del vi i va convertir el seu àtic en una mena de celler.
Després de la seva mort, es va revelar que, a principis dels anys vuitanta, Rossiter va mantenir una relació de cinc anys amb la locutora Sue MacGregor. La seva dona no s'havia assabentat de l'afer fins que va rebre una carta de MacGregor on es va informar que les seves memòries, que estaven a punt de publicar-se, inclourien un relat de l'afer.

## Mort
El 5 d'octubre de 1984, Rossiter va morir per una cardiomiopatia hipertròfica mentre esperava sortir a l'escenari al Lyric Theatre de Londres, on actuava en l'obra Loot de Joe Orton. El seu funeral va tenir lloc a l'Església de Santa Maria, The Boltons, Londres. Es va celebrar un servei de memòria el 15 de novembre de 1984 a St Paul's, Covent Garden. Els assistents van incloure els companys de Rossiter a Loot, així com Derek Nimmo, Fulton Mackay i Ned Sherrin. El director de Loot, Jonathan Lynn, va fer un elogi fúnebre on va dir de Rossiter: "Ara que Leonard està aquí, les coses haurien de ser correctament gestionades: espero que les portes celestials s'obrin i que el Cor dels Àngels canti en sintonia. Millor que siguin professionals al Paradís. Perquè, si no, certament seran assabentats per això de Leonard".

## Llegat i homenatges
Rossiter va ser nominat pòstumament al Premi Laurence Olivier per la "Comèdia de l'Any", pel seu paper d'inspector Truscott a Loot.
El 1985 es va publicar el llibre Leonard Rossiter de l'autor Robert Tanitch. El llibre va contenir una col·lecció de fotografies rares i reminiscències d'amics i col·legues de Rossiter.
L'any 2000, la sèrie biogràfica d'ITV The Unforgettable va emetre un episodi sobre la vida de Rossiter. La seva dona i la seva filla van ser entrevistades, així com ex-col·legues, entre ells Don Warrington, Joan Collins i Sue Nicholls.
Una biografia de Rossiter, titulada Leonard Rossiter: Character Driven va ser publicada el 2010 per l'autor Guy Adams.

## TV i pel·lícula
| Year      | Title                                                           | Role                     | Notes      |
| --------- | --------------------------------------------------------------- | ------------------------ | ---------- |
| 1962      | A Kind of Loving                                                | Whymper                  |            |
| 1963      | This Sporting Life                                              | Phillips, sports writer  |            |
| 1963      | Billy Liar                                                      | Mr Shadrack              |            |
| 1964      | Els invasors (The Long Ships)                                   | Persian Soldier          | Uncredited |
| 1964      | A Jolly Bad Fellow                                              | Dr. Fisher               |            |
| 1965      | King Rat                                                        | McCoy                    |            |
| 1966      | Hotel Paradiso                                                  | Inspector                |            |
| 1966      | La caixa de les sorpreses (The Wrong Box)                       | Vyvyan Montague          |            |
| 1966      | The Witches                                                     | Dr. Wallis               |            |
| 1967      | Més perilloses que els homes (Deadlier Than the Male)           | Henry Bridgenorth        |            |
| 1967      | The Whisperers                                                  | Assistance Board Officer |            |
| 1968      | 2001: una odissea de l'espai (2001: A Space Odyssey)            | Dr. Andrei Smyslov       |            |
| 1968      | Oliver!                                                         | Mr. Sowerberry           |            |
| 1968      | Deadfall                                                        | Fillmore                 |            |
| 1968      | Diamonds for Breakfast                                          | Inspector Dudley         |            |
| 1968      | The Year of the Sex Olympics                                    | Ugo Priest               |            |
| 1968      | Otley                                                           | Johnson                  |            |
| 1968      | Theatre 625: The Fanatics                                       | Voltaire                 |            |
| 1973      | Luther                                                          | Brother Weinand          |            |
| 1974–1978 | Rising Damp                                                     | Rigsby                   | TV Series  |
| 1974      | If There Weren't Any Blacks You'd Have To Invent Them           | Blind Man                |            |
| 1975      | Barry Lyndon                                                    | Capt. John Quin          |            |
| 1976      | La Pantera Rosa torna a atacar (The Pink Panther Strikes Again) | Superintendent Quinlan   |            |
| 1976      | El viatge dels maleïts (Voyage of the Damned)                   | Commander Von Bonin      |            |
| 1976      | Machinegunner                                                   |                          |            |
| 1976–1979 | The Fall and Rise of Reginald Perrin                            | Reginald Perrin          | TV Series  |
| 1978      | The Losers                                                      | Sydney Foskett           |            |
| 1978      | The Waterloo Bridge Handicap                                    | Charles Barker           |            |
| 1979      | Le Pétomane                                                     | Joseph Pujol             |            |
| 1980      | Rising Damp                                                     | Rigsby                   |            |
| 1982      | Hospital Britannia (Britannia Hospital)                         | Vincent Potter           |            |
| 1984      | Tripper's Day                                                   | Norman Tripper           |            |
| 1984      | Play for Today: Dog Ends                                        |                          |            |
| 1984      | The Life and Death of King John (BBC Shakespeare)               | King John                |            |
| 1985      | Disbauxa tropical (Water)                                       | Sir Malcolm Leveridge    |            |

## Teatre
| Year      | Title | Role                             | Director                         | Playwright(s)                                                 | Theatre                                                                      |
| --------- | --- | -------------------------------- | -------------------------------- | ------------------------------------------------------------- | ---------------------------------------------------------------------------- |
| 1959      | The Clandestine Marriage                                                                                                | Canton                           | John Hale                        | George Colman i David Garrick                                 | Theatre Royal, Bristol                                                       |
| 1959      | Romeu i Julieta | Sampson & Friar John             | John Hale                        | William Shakespeare                                           | Theatre Royal, Bristol                                                       |
| 1959      | The Silent Woman | Sir John Daw                     | John Hale                        | Ben Jonson                                                    | Theatre Royal, Bristol                                                       |
| 1959      | The Long and the Short and the Tall                                                                                     | Private Bamforth                 | David Scase                      | Willis Hall                                                   | Theatre Royal, Bristol                                                       |
| 1959      | Hooray for Daisy! | Harry Tuck                       | Denis Carey                      | Julian Slade i Dorothy Reynolds                               | Theatre Royal, Bristol                                                       |
| 1960      | A Taste of Honey | Peter                            | John Hale                        | Shelagh Delaney                                               | Theatre Royal, Bristol                                                       |
| 1960      | Mary Stuart | Lord Burleigh                    | John Hale                        | Friedrich von Schiller (adaptat per Stephen Spender)          | Theatre Royal, Bristol                                                       |
| 1960      | The Woodcarver | Griff                            | Prunella Scales                  | Morris Brown                                                  | Theatre Royal, Bristol                                                       |
| 1960      | She Stoops to Conquer                                                                                                   | Tony Lumpkin                     | Dudley Jones                     | Oliver Goldsmith                                              | Theatre Royal, Bristol                                                       |
| 1960      | The Hostage | Pat                              | John Hale                        | Brendan Behan                                                 | Theatre Royal, Bristol                                                       |
| 1960      | The Comedy of Errors | Dromio of Syracuse               | John Hale                        | William Shakespeare                                           | Theatre Royal, Bristol                                                       |
| 1960      | Romeo and Juliet | Friar Lawrence                   | John Hale                        | William Shakespeare                                           | Theatre Royal, Bristol                                                       |
| 1960      | Rhinoceros | The Logician                     | John Hale                        | Eugène Ionesco                                                | Theatre Royal, Bristol                                                       |
| 1960      | The Tempest | Stephano                         | John Hale                        | William Shakespeare                                           | Theatre Royal, Bristol                                                       |
| 1960      | Caesar and Cleopatra | Rufio                            | Tony Robertson                   | George Bernard Shaw                                           | Theatre Royal, Bristol                                                       |
| 1960      | One Way Pendulum | Arthur Groomkirby                | Alan Bridges                     | N.F. Simpson                                                  | Theatre Royal, Bristol                                                       |
| 1960      | Dick Whittington | Cicely Suett                     | Frank Dunlop                     | V.C. Clinton-Baddely i Gavin Gordon                           | Theatre Royal, Bristol                                                       |
| 1961      | Roots | Mr. Bryant                       | Duncan Ross                      | Arnold Wesker                                                 | Theatre Royal, Bristol                                                       |
| 1961      | A Passage to India | Richard Fielding                 | Alan Bridges                     | Santha Rama Rau (basat en la novel·la d'E.M. Forster)         | Theatre Royal, Bristol                                                       |
| 1961      | Richard II | Henry Bolingbroke                | John Hale                        | William Shakespeare                                           | Theatre Royal, Bristol                                                       |
| 1961      | The Killer | The Architect & Second Policeman | John Hale                        | Eugen Ionescu                                                 | Theatre Royal, Bristol                                                       |
| 1961      | A Man for All Seasons                                                                                                   | The Common Man                   | Warren Jenkins                   | Robert Bolt                                                   | Theatre Royal, Bristol                                                       |
| 1961      | Goat Song | Celestino                        | John Hale                        | Martin Shuttleworth                                           | Theatre Royal, Bristol                                                       |
| 1961      | North City Traffic Straight Ahead                                                                                       | Harry Hopkins                    | Alan Simpson                     | James Douglas                                                 | Gaiety Theatre                                                               |
| 1961      | The Caretaker | Davies                           | Gareth Davies                    | Harold Pinter                                                 | The Leatherhead Theatre Club                                                 |
| 1962      | The Recruiting Officer                                                                                                  | Sergeant Kite                    | Frank Dunlop                     | George Farquhar                                               | Nottingham Playhouse                                                         |
| 1962      | Arms and the Man | Sergius Saranoff                 | David Forder                     | George Bernard Shaw                                           | Belgrade Theatre, Coventry                                                   |
| 1962      | Red Roses for Me | Brennan o' the Moor              | Julius Gellner                   | Sean O'Casey                                                  | Mermaid Theatre, Londres                                                     |
| 1962–1963 | Semi-Detached | Fred Midway                      | Tony Richardson                  | David Turner                                                  | Belgrade Theatre, Coventry; Music Box Theatre, Nova York                     |
| 1964      | Hamp | Lieutenant Tom Webb              | John Gibson                      | John Wilson                                                   | Theatre Royal, Newcastle                                                     |
| 1965      | Ghosts | Pastor Menders                   | Adrian Rendle                    | Henrik Ibsen                                                  | Theatre Royal Stratford East                                                 |
| 1966      | Volpone | Corvino                          | Frank Hauser                     | Ben Jonson                                                    | Oxford Playhouse                                                             |
| 1967–1968 | The Resistible Rise of Arturo Ui                                                                                        | Arturo Ui                        | Michael Blakemore                | Bertolt Brecht (adaptat per George Tabori)                    | Citizens Theatre, Glasgow; Lyceum Theatre, Edinburgh                         |
| 1968      | The Strange Case of Martin Richter                                                                                      | Martin Richter                   | Michael Blakemore                | Stanley Eveling                                               | Hampstead Theatre, Londres                                                   |
| 1969      | The Resistible Rise of Arturo Ui                                                                                        | Arturo Ui                        | Michael Blakemore                | Bertolt Brecht (adaptada per George Tabori)                   | Nottingham Playhouse; Saville Theatre, Londres                               |
| 1970      | The Heretic | Giordano Bruno                   | Morris West i Joseph O'Connor    | Morris West                                                   | Duke of York's Theatre, Londres                                              |
| 1971      | Disabled | Barker                           | Vivian Matalon                   | Peter Ransley                                                 | Hampstead Theatre, Londres                                                   |
| 1971      | Richard III | Richard III                      | Peter McEnery                    | William Shakespeare                                           | Nottingham Playhouse                                                         |
| 1972      | The Caretaker | Davies                           | Christopher Morahan              | Harold Pinter                                                 | Mermaid Theatre, Londres                                                     |
| 1973      | The Banana Box | Rooksby                          | David Scase                      | Eric Chappell                                                 | Adeline Genée Theatre, East Grinstead; Apollo Theatre, Londres               |
| 1974      | Abel, Where Is Your Brother?                                                                                            | The Narrator & I                 | Amos Mokadi                      | Julius Edliss (traduïda per Ariadne Nicolaeff)                | Act-In Theatre Club, Piccadilly, Londres                                     |
| 1974      | The Looneys | Brian                            | Michael Rudman                   | John Antrobus                                                 | Hampstead Theatre, Londres                                                   |
| 1975      | A Christmas Carol | Scrooge                          | Michael Fabian                   | Charles Dickens                                               | Producció en gira                                                            |
| 1976–1977 | The Frontiers of Farce (adaptació de les obres de teatre The Purging de Georges Feydeau i The Singer de Frank Wedekind) | Follavoine & Dhuring             | Peter Barnes                     | Georges Feydeau i Frank Wedekind (adaptada per Peter Barnes)  | Theatre Royal, Bristol; Criterion Theatre, Londres                           |
| 1976      | Tartuffe | Tartuffe                         | David Thompson                   | Molière (traduïda per David Thompson)                         | Greenwich Theatre, London                                                    |
| 1977–1978 | The Immortal Haydon (one-man show)                                                                                      | Haydon                           | Alan Strachan                    | John Wells                                                    | Mermaid Theatre, Londres; Greenwich Theatre, Londres                         |
| 1979      | Semi-Detached | Fred Midway                      | Leonard Rossiter i Alan Strachan | David Turner                                                  | Greenwich Theatre, Londres i tour                                            |
| 1980      | Make and Break | Garrard                          | Michael Blakemore                | Michael Frayn                                                 | Lyric Theatre, Londres; Theatre Royal Haymarket                              |
| 1982      | The Rules of the Game                                                                                                   | Leone Gala                       | Anthony Quayle                   | Luigi Pirandello (tranduïda per Robert Rietti i Noel Gregeen) | Theatre Royal, Nottingham; Theatre Royal Haymarket; Phoenix Theatre, Londres |
| 1983–1984 | Tartuffe | Tartuffe                         | Peter Coe                        | Molière (adaptada per Miles Malleson)                         | Churchill Theatre, Bromley                                                   |
| 1984      | Loot | Truscott                         | Jonathan Lynn                    | Joe Orton                                                     | Ambassadors Theatre, Londres; Lyric Theatre, Londres                         |